# 고르곤 (영화)
고르곤(The Gorgon)은 영국에서 제작된 테런스 피셔 감독의 1964년 판타지, 공포, 미스터리 영화이다. 크리스토퍼 리 등이 주연으로 출연하였고 안소니 넬슨 케이스 등이 제작에 참여하였다.

## 출연

### 주연
- 크리스토퍼 리
- 피터 커싱

### 조연
- 리처드 파스코
- 바바라 쉘리
- 마이클 구들리프
- 패트릭 트로우톤